# 爪腳獸
爪腳獸屬為已滅絕爪獸科裂爪獸亞科下的一屬，生存於中新世晚期至更新世早期（1,160-180萬年前）歐洲、亞洲及非洲的稀樹草原。爪腳獸屬的近親為其他奇蹄目的物種，包含了已滅絕的雷獸科，以及現存的馬、貘及犀牛。

## 分類學
爪腳獸屬最初由Gaudry於1863年命名，並由Carroll於1988年將其分類至爪獸科下，並於2007年由Geraads等人將爪腳獸屬歸屬於裂爪獸亞科。

## 描述

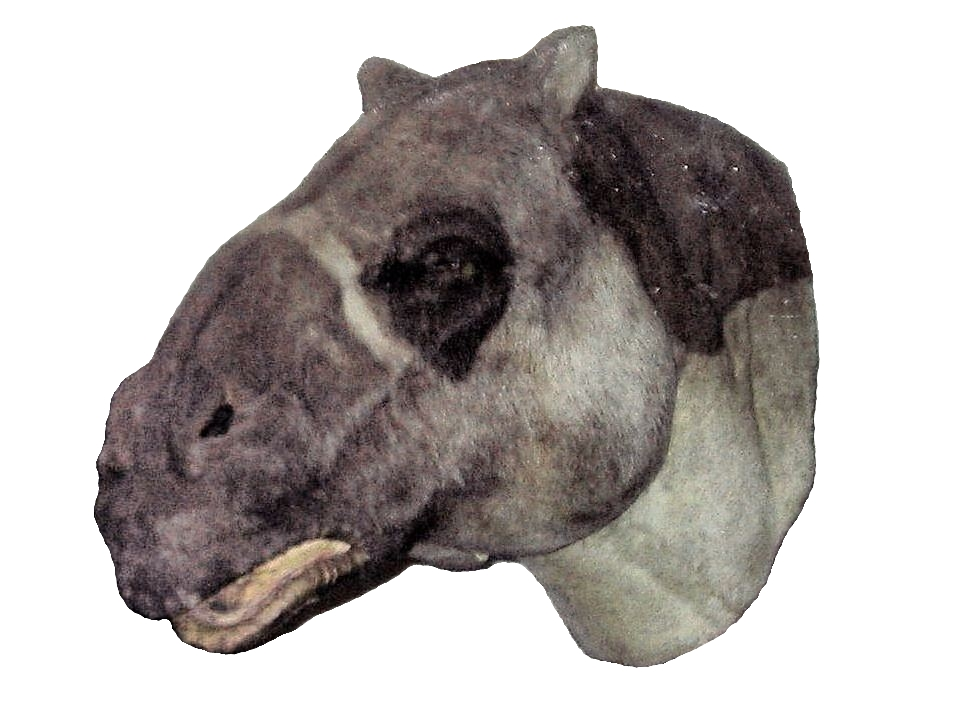
爪腳獸屬頭部復原圖，源自《與野獸共舞》

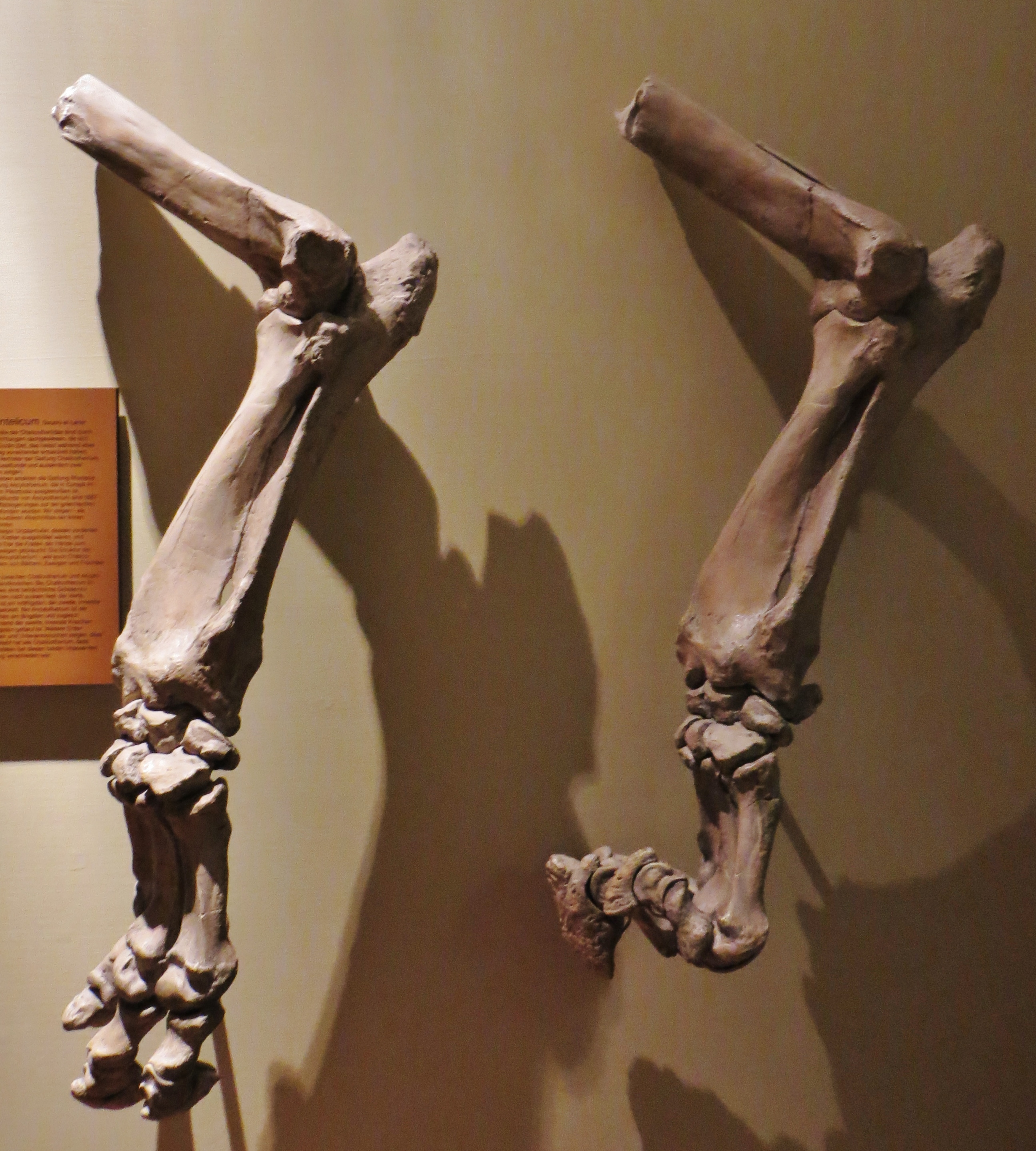
A. pentelicum前肢及後肢化石

爪腳獸屬的肩高為2（6.6英尺），體重可達450（990英磅），但個體間存在著不小的體型差異，可能與其他爪獸科同樣具有兩性異形。雖然爪腳獸屬與其他爪獸科物種一樣具有較長的前肢及較短的後肢，但牠們並不會透過指節或爪背行走，這是所有裂爪獸亞科物種的共同特徵。
部分A. pentelicum個體其額骨具有明顯突起，同樣的特徵於生存於北美洲的瘤頭爪獸屬也能發現。但由於爪腳獸屬的親緣比起瘤頭爪獸屬，與其他生存於非洲及歐洲的裂爪獸亞科物種關係更近，因此增厚的額骨被認為屬於趨同演化，也意味著裂爪獸亞科物種可能都會透過撞擊顱頂來爭取配偶或地盤，類似於現存的長頸鹿。
爪腳獸屬具有所有爪獸科物種中齒冠最高的牙齒，這意味著牠們能以更堅硬的植物組織為食。傳統上認為爪獸科的物種的主要食物來源為葉片、嫩枝及樹皮。但由於爪腳獸屬的顱骨曾經發現於中國樹木稀少的乾燥平原地區，牠們被認為相較其他爪獸科物種不那麼仰賴採食嫩植。

## 化石發現地
爪腳獸屬的化石遺骸出土自上新－更新世地層的衣索比亞、肯亞、南非及坦尚尼亞，其中於來托利、奧杜瓦伊峽谷與奧莫河更時常與人科的化石一同被發現，另外中新世地層的阿富汗、希臘、肯亞、塞爾維亞與蒙特內哥羅與土耳其；以及上新世地層的中國也均有爪腳獸屬的化石紀錄。

## 外部連結
- 維基物種上的相關：爪腳獸
- 维基共享资源上的相關多媒體資源：爪腳獸
- BBC Science and News Archive.today的存檔，存档日期2013-04-19
- Fact File description